# Roland Morillot
Pour les articles homonymes, voir Morillot.
Antoine Joseph Louis Roland Morillot, né le 13 juin 1885 au château de Bussemont à Saint-Lumier-la-Populeuse, mort le 28 décembre 1915 au large de Cattaro est un officier de marine français. Il mourut lors du naufrage du sous-marin Monge, qu'il commandait pendant la Première Guerre mondiale. Il est le frère d'Octave Morillot, officier de marine puis peintre installé en Polynésie à Taha'a.

## Biographie

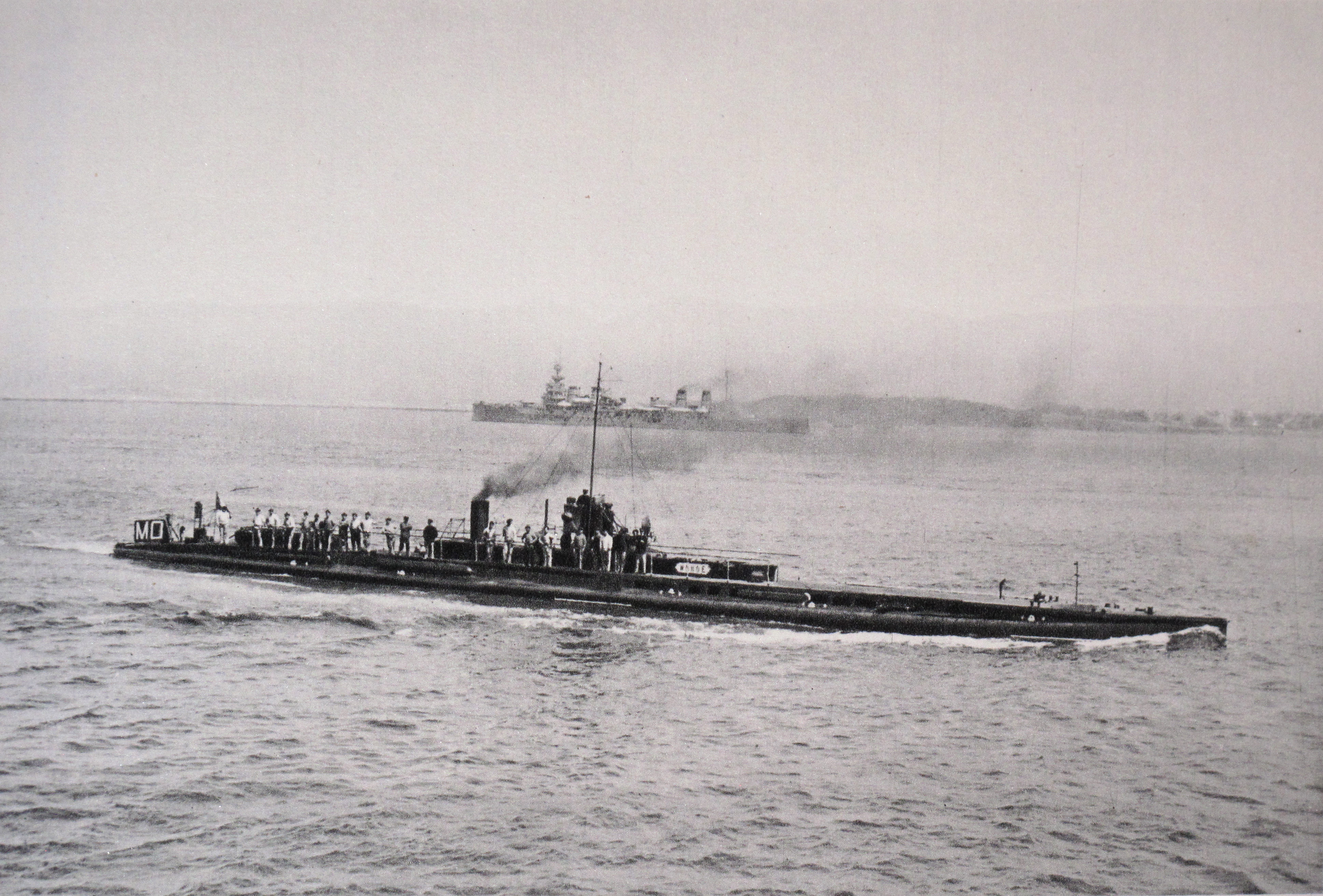
Le Monge.

Fils du député Léon Morillot, il entre à l'École navale en octobre 1901 et en sort aspirant de 1re classe en octobre 1904. Il embarque à bord du Dugay-Trouin, puis sur le croiseur Jurien de la Gravière à la division navale de l'Atlantique. Enseigne de vaisseau (octobre 1906), il embarque sur le cuirassé République (février 1907).
Il suit les cours de l'École des torpilles à Toulon en octobre 1908 et en sort breveté pour être aussitôt envoyé au service torpilles-électricité du croiseur cuirassé Jules Ferry en Méditerranée. En mai 1910, il est l'officier en second du Monge, un sous-marin de la classe Pluviôse avant d'embarquer sur le cuirassé Mirabeau en octobre 1911.
Lieutenant de vaisseau en novembre 1913, il est nommé au commandement du Monge, le 1er mai 1914, à la veille du déclenchement de la Première Guerre mondiale. L'année suivante, le Monge est détaché en Italie et sert en Adriatique pour y surveiller la flotte autrichienne dans ses bases de Cattaro et de Sebenico. Malgré les qualités médiocres de son bâtiment, il parvient à plusieurs reprises à échapper aux attaques des torpilleurs et des avions ennemis. Le 28 décembre 1915, il est en patrouille et navigue en surface, devant Cattaro. Il est aperçu par le croiseur autrichien SMS Helgoland qui l'éperonne. Le Monge coule mais parvient à remonter à la surface. Il est alors canonné par la flottille autrichienne. Il est contraint de se saborder et Roland Morillot dirige l'évacuation de son équipage. Il disparaît volontairement, avec son navire, en compagnie des quartiers-maîtres Goulard et Morel.

## Décorations
- Chevalier de la Légion d'honneur
- Médaille d'or de la valeur militaire italienne

## Citations
- Cité à l'ordre de l'armée le 22 mars 1916 (Ordre no 25 P.A)

## Hommages
- Trois sous-marins français furent nommés en son honneur :
  - Roland Morillot : le sous-marin allemand UB-26, contraint de se rendre au torpilleur français Trombe, est réutilisé à partir du 3 août 1916.
  - Roland Morillot : un sous-marin inachevé et détruit sur cale par la marine française avant la prise du port de Cherbourg par les Allemands en juin 1940,
  - Roland Morillot (S613) : l'ancien Unterseeboot 2518, sous-marin allemand de type XXI construit en 1944 par la Kriegsmarine et qui servit dans la marine française de 1946 à 1967.

- La Base Opérationnelle de la Force Océanique Stratégique (BOFOST) des Sous-marins Nucléaires Lanceurs d'Engins (SNLE) de l'Ile longue, près de la base navale de Brest porte le nom de Roland Morillot.
- La Préparation militaire Marine de Châlons-en-Champagne porte le nom du lieutenant de vaisseau Roland Morillot[1]